# محمد جقلان
محمد جقلان (عربی: محمد جقلان؛ زادهٔ ۱۹۶۱) بازیکن فوتبال اهل سوریه بود.
وی همچنین در تیم ملی فوتبال سوریه بازی کرده‌است.